# Vertigo (Joseph Williams)
Vertigo è il quinto album in studio del cantante Joseph Williams pubblicato nel 2003.
L'album è forse uno dei più conosciuti di Joseph, il disco vede come ospiti alcuni musicisti tra cui troviamo Francis Benitez, Fabrizio V.Zee Grossi, Biggs Brice, JM Scattolin e Alex De Rosso, quest'ultimo fu consigliato a Joseph da Steve Lukather, suo vecchio compagno nei Toto. Dall'album furono estratti tre singoli, quali Straight to You Heart (che dal titolo ricorda molto la canzone dei Toto Straight for the Heart), More Than Enough e Never Let You Go.

## Tracce
1. Not Enough Hours in the Night – 4:11
2. Straight to Your Heart – 3:51
3. More Than Enough – 5:04
4. Never Let You Go – 4:38
5. I Don't Want to Go – 5:23
6. I Want to Be Wanted – 4:05
7. China Sky – 4:38
8. Love Is Blind – 3:42
9. When It Doesn't Matter – 3:58
10. Sarah – 4:48
11. Vertigo – 5:23
12. More Than Enough (acustic version) – 5:22

## Musicisti
- Joseph Williams - voce principale
- Alex De Rosso - chitarra elettrica
- Francis Benitez - voce secondaria
- Fabrizio V.Zee Grossi - basso elettrico, chitarra, tastiera e drum programming
- Biggs Brice - percussioni
- JM Scattolin - chitarra